# Ischnothyreus
Genre
Synonymes
- Ischnaspis Simon, 1892 nec Douglas, 1887
- Ischnothyrella Saaristo, 2001

Ischnothyreus est un genre d'araignées aranéomorphes de la famille des Oonopidae.

## Distribution
Les espèces de ce genre se rencontrent en Asie, en Océanie et aux Seychelles. Ischnothyreus velox et Ischnothyreus peltifer sont pantropicales et ont été introduites respectivement en Europe et en Europe et au Canada ; Ischnothyreus browni a peut-être été introduite au Costa Rica.

## Description
Les espèces de ce genre mesurent de 1,4 à 3,5 mm.

## Liste des espèces
Selon World Spider Catalog (version 25.5, 25/11/2024) :
- Ischnothyreus aculeatus (Simon, 1893)
- Ischnothyreus an Tong & Li, 2016
- Ischnothyreus arcus Edward & Harvey, 2014
- Ischnothyreus ascifer Richard, 2016
- Ischnothyreus auritus Tong & Li, 2012
- Ischnothyreus baltenspergerae Richard, 2016
- Ischnothyreus balu Kranz-Baltensperger, 2011
- Ischnothyreus barratus Edward & Harvey, 2014
- Ischnothyreus barus Kranz-Baltensperger, 2011
- Ischnothyreus bauri Richard, 2016
- Ischnothyreus bifidus Edward & Harvey, 2014
- Ischnothyreus binorbis Edward & Harvey, 2014
- Ischnothyreus bipartitus Simon, 1893
- Ischnothyreus boonjee Edward & Harvey, 2014
- Ischnothyreus browni Chickering, 1968
- Ischnothyreus brunneus Tong & Li, 2016
- Ischnothyreus bualveus Edward & Harvey, 2014
- Ischnothyreus bupariorbis Edward & Harvey, 2014
- Ischnothyreus campanaceus Tong & Li, 2008
- Ischnothyreus caoqii Tong, Bian & Li, 2023
- Ischnothyreus chippy Ranasinghe & Benjamin, 2018
- Ischnothyreus christyjoae Sherwood, Henrard, Peters, Stevens & Fowler, 2024
- Ischnothyreus collingwoodi Edward & Harvey, 2014
- Ischnothyreus comicus Edward & Harvey, 2014
- Ischnothyreus concavus Richard, 2016
- Ischnothyreus corniculatum Edward & Harvey, 2014
- Ischnothyreus cornuatus Edward & Harvey, 2014
- Ischnothyreus corollacous Tong & Li, 2013
- Ischnothyreus crenulatus Edward & Harvey, 2014
- Ischnothyreus cristiformis Tong & Li, 2021
- Ischnothyreus culleni Edward & Harvey, 2014
- Ischnothyreus dactylinus Tong & Li, 2016
- Ischnothyreus daheling Tong & Zhang, 2024
- Ischnothyreus danum Kranz-Baltensperger, 2011
- Ischnothyreus darwini Edward & Harvey, 2009
- Ischnothyreus deccanensis Tikader & Malhotra, 1974
- Ischnothyreus deelemanae Kranz-Baltensperger, 2011
- Ischnothyreus digitus Edward & Harvey, 2014
- Ischnothyreus eacham Edward & Harvey, 2014
- Ischnothyreus elvis Kranz-Baltensperger, 2011
- Ischnothyreus eungella Edward & Harvey, 2014
- Ischnothyreus falcatus Tong & Li, 2008
- Ischnothyreus falcifer Kranz-Baltensperger, 2011
- Ischnothyreus flabellifer Kranz-Baltensperger, 2011
- Ischnothyreus flagellichelis Xu, 1989
- Ischnothyreus flippi Kranz-Baltensperger, 2011
- Ischnothyreus florence Edward & Harvey, 2014
- Ischnothyreus florifer Kranz-Baltensperger, 2011
- Ischnothyreus fobor Kranz-Baltensperger, 2011
- Ischnothyreus gigeri Richard, 2016
- Ischnothyreus habeggeri Richard, 2016
- Ischnothyreus hamatus Edward & Harvey, 2014
- Ischnothyreus hanae Tong & Li, 2008
- Ischnothyreus haymozi Richard, 2016
- Ischnothyreus hooki Kranz-Baltensperger, 2011
- Ischnothyreus hoplophorus Edward & Harvey, 2014
- Ischnothyreus hponkanrazi Tong & Li, 2020
- Ischnothyreus jianglangi Tong & Li, 2020
- Ischnothyreus jivani Benoit, 1979
- Ischnothyreus jojo Kranz-Baltensperger, 2011
- Ischnothyreus julianneae Edward & Harvey, 2014
- Ischnothyreus kalimantan Kranz-Baltensperger, 2011
- Ischnothyreus kentingensis Tong & Li, 2014
- Ischnothyreus ker Edward & Harvey, 2014
- Ischnothyreus khamis Saaristo & van Harten, 2006
- Ischnothyreus lanutoo Marples, 1955
- Ischnothyreus ligulatus Richard, 2016
- Ischnothyreus linzhiensis Hu, 2001
- Ischnothyreus longyang Tong & Zhang, 2024
- Ischnothyreus lucidus Richard, 2016
- Ischnothyreus lymphaseus Simon, 1893
- Ischnothyreus mangun Tong & Li, 2021
- Ischnothyreus marggii Richard, 2016
- Ischnothyreus matang Kranz-Baltensperger, 2011
- Ischnothyreus meidamon Edward & Harvey, 2014
- Ischnothyreus mengyang Tong & Li, 2021
- Ischnothyreus metok Tong, Bian & Li, 2023
- Ischnothyreus meukyawwa Tong & Li, 2020
- Ischnothyreus microphthalmus Richard, 2016
- Ischnothyreus monteithi Edward & Harvey, 2014
- Ischnothyreus mulumi Kranz-Baltensperger, 2011
- Ischnothyreus namo Kranz-Baltensperger, 2012
- Ischnothyreus narutomii (Nakatsudi, 1942)
- Ischnothyreus nentwigorum Richard, 2016
- Ischnothyreus nourlangie Edward & Harvey, 2014
- Ischnothyreus obscurus Richard, 2016
- Ischnothyreus ogatai Suzuki, Hidaka & Tatsuta, 2023
- Ischnothyreus ovinus Edward & Harvey, 2014
- Ischnothyreus pacificus Roewer, 1963
- Ischnothyreus peltifer (Simon, 1892)
- Ischnothyreus piricius Edward & Harvey, 2014
- Ischnothyreus poculum Tong & Li, 2016
- Ischnothyreus pome Tong, Bian & Li, 2023
- Ischnothyreus pterodactyl Edward & Harvey, 2014
- Ischnothyreus puruntatamerii Edward & Harvey, 2014
- Ischnothyreus putao Tong & Li, 2020
- Ischnothyreus qianlongae Tong & Li, 2008
- Ischnothyreus qidaoban Tong & Li, 2021
- Ischnothyreus qiuxing Tong & Li, 2020
- Ischnothyreus raveni Edward & Harvey, 2014
- Ischnothyreus rex Kranz-Baltensperger, 2011
- Ischnothyreus rixi Edward & Harvey, 2014
- Ischnothyreus ruyuanensis Tong, 2023
- Ischnothyreus serapi Kranz-Baltensperger, 2011
- Ischnothyreus serpentinum Saaristo, 2001
- Ischnothyreus shillongensis Tikader, 1968
- Ischnothyreus sigridae Richard, 2016
- Ischnothyreus sijiae Tong & Li, 2021
- Ischnothyreus spineus Tong & Li, 2012
- Ischnothyreus stauntoni Edward & Harvey, 2014
- Ischnothyreus subaculeatus Roewer, 1938
- Ischnothyreus tadetu Tong & Li, 2013
- Ischnothyreus tadfane Tong & Li, 2013
- Ischnothyreus taunggyi Tong & Li, 2020
- Ischnothyreus tectorius Tong & Li, 2016
- Ischnothyreus tekek Kranz-Baltensperger, 2012
- Ischnothyreus tergeminus Liu, Xu & Henrard, 2019
- Ischnothyreus tioman Kranz-Baltensperger, 2012
- Ischnothyreus tragicus Edward & Harvey, 2014
- Ischnothyreus tumidus Edward & Harvey, 2014
- Ischnothyreus ujungkulon Richard, 2016
- Ischnothyreus velox Jackson, 1908
- Ischnothyreus xiaolongha Tong & Li, 2021
- Ischnothyreus xui Tong & Li, 2012
- Ischnothyreus yuanyeae Tong & Li, 2012
- Ischnothyreus yueluensis Yin & Wang, 1984
- Ischnothyreus yunlong Tong & Li, 2021
- Ischnothyreus zhigangi Tong & Li, 2020
- Ischnothyreus zhoujiayan Tong & Li, 2018

## Systématique et taxinomie
Ischnaspis Simon, 1892 préoccupé par Ischnaspis Douglas, 1887 est remplacé par Ischnothyreus par Simon en 1893.
Ischnothyrella a été placé en synonymie par Platnick, Berniker et Kranz-Baltensperger en 2012.

## Publications originales
- Simon, 1893 : Histoire naturelle des araignées. Paris, vol. 1, p. 257-488 (texte intégral).
- Simon, 1892 : « On the spiders of the island of St. Vincent. Part 1. » Proceedings of the Zoological Society of London, vol. 1891, p. 549-575 (texte intégral).